# Xue Tao
Xue Tao (薛濤T, 薛涛S, Xuē TāoP, Hsueh T'aoW, nota anche con il nome di cortesia Hongdu (洪度/宏度); 770 circa – 832) è stata una poetessa cinese.

## Biografia
Xue Tao era figlia di Xue Yun (薛郧), un funzionario locale di stanza a Chang'an, l'antica capitale cinese ai tempi della dinastia Tang. Poco dopo la nascita della piccola la famiglia si trasferì a Chengdu. Xue Tao rimase orfana di suo padre in tenera età, ma è probabile che si fosse approcciata alla letteratura grazie a lui.
A Chengdu venne iscritta alla gilda delle cortigiane e delle intrattenitrici, acquisendo sempre più popolarità grazie al suo ingegno e al suo talento poetico. Le sue poesie attrassero l'attenzione di Wei Gao, governatore militare del circondario del Sichuan, che fece della giovane la sua cortigiana personale. Xue Tao ebbe così modo di conoscere numerosi poeti illustri dell'epoca, come Yuan Zhen.
Alla morte di Wei Gao, nell'807 gli successe Wu Yuanheng, che rimase così colpito da due poesie di Xue Tao tanto da volerla nominare sua redattrice ufficiale (jiaoshu). Il fatto che Xue Tao fosse sia una donna che una cortigiana del governo rese impossibile di fatto la sua nomina, tuttavia la poetessa divenne nota come la redattrice e in seguito tale termine sarebbe diventato un eufemismo di "cortigiana".
Trascorse gli ultimi anni della sua vita in una casa fuori la città di Chengdu. Circa 450 sue poesie vennero incluse nella Raccolta del fiume Brocade, sopravvissuta fino al XIV secolo. Ci sono giunti all'incirca un centinaio di suoi componimenti poetici, il numero più alto di opere sopravvissute ai giorni nostri scritte da una donna durante la dinastia Tang. Essi variano ampiamente nel tono e nell'argomento, dando prova di una viva intelligenza e di una profonda conoscenza della grande tradizione della prima poesia cinese.
Il cratere venusiano Hsueh T'ao porta il suo nome.